# 启蒙者格列高利

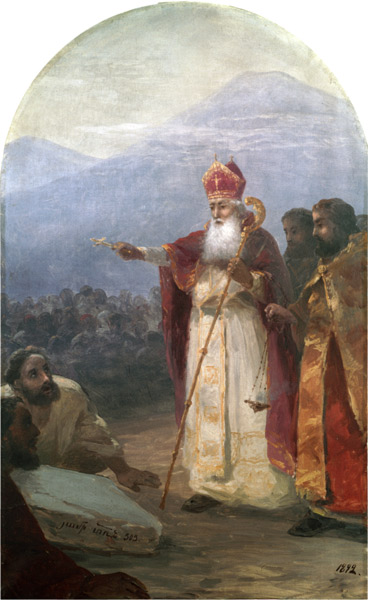
启蒙者格列高利

啟蒙者圣格列高利（约257年－約328年）或翻译为圣光照者额我略。他是亚美尼亚的第一位圣徒和亚美尼亚使徒教会的创造者。
圣格列高利是王室成员，属于从伊朗入主亚美尼亚的阿尔沙克王朝。他可能与身份至今模糊不清的大亚美尼亚国王梯里达底三世有亲属关系。大约在330年，梯里达底三世接受了基督教，并和亚美尼亚的贵族一起把它定为国教。亚美尼亚因而成为世界上第一个将基督教定为国教的国家。不过，这也使文化上极为接近伊朗（波斯）的亚美尼亚与包括伊朗（波斯）在内的东方世界产生了裂痕。
大约在302年，格列高利被梯里达底三世給予卡托利科斯這個稱號，任命他擔任亞美尼亞的國家教會領袖，並由其友人該撒利亞主教利奧提烏斯（英語：Leontius of Caesarea）祝聖為主教，之後此職位的繼承者也被稱為亞美尼亞宗主教。
由格列高利创立的亚美尼亚教会也被以他的名字命名为格列高利教会。后来它成为一个相信基督一性论的教会。